# SWITCHインタビュー 達人達
『SWITCHインタビュー 達人達』（スウィッチ インタビュー たつじんたち）は、NHKが2013年4月にEテレでの放送を開始したインタビュー番組である。

## 概要
全く異なる分野の、普段は全く接点がなさそうなカリスマ2人が出合い、どのような化学反応の「スウィッチ」が入るのかという意図のもとに、第一線で活躍する「達人」同士が、お互いの仕事の現場を訪ね合って、それぞれ、共通する方法論や成功へのヒントを探る、ただの対談では見られない2人のカリスマの化学反応に加え、話し手・聞き手の両方の “顔”を楽しめる、新しいクロス・インタビュー番組である。
番組の方式としては、一方が聞き手となって、相手の仕事術や、成功哲学を引き出して、そして、途中で役割を「スウィッチ」して、今度は聞かれた側が聞き手となって、その相手の「仕事」について浮き彫りにする。
番組は前半と後半で聞き手役を交代する約60分間の構成だったが、2022年度からリニューアルされ、同じゲストの組合せで2週連続放送（EP1とEP2、各々約30分間）とし、EP1とEP2で聞き手役を交代する構成になっている。リニューアルに合わせて、これまで使用していたロゴも新たなものに変更されている。

## 放送内容
原則として放送日は初回放送された日付を、アンコール（再放送）は通常枠土曜22時の放送日のみ掲載する。
| 放送日   | 対談                                                                              | アンコール                                |
| -------- | --------------------------------------------------------------------------------- | ----------------------------------------- |
| 04月06日 | アントニオ猪木（格闘プロデューサー） × 天野篤（心臓外科医）                       | 2024年4月19日（EP1） 2024年4月26日（EP2） |
| 04月13日 | カルロス・ゴーン（日産ルノーCEO（当時）） × 山崎直子（宇宙飛行士）                |                                           |
| 04月20日 | 荒木飛呂彦（漫画家） × 千住明（作曲家）                                           | 2013年6月22日                             |
| 04月27日 | 為末大（元プロ陸上選手） × 加藤友朗（移植外科医）                                 |                                           |
| 05月04日 | 小山薫堂（放送作家） × 佐藤可士和（アート・ディレクター）                         | 2013年7月13日                             |
| 05月11日 | 隈研吾（建築家） × 林真理子（作家）                                               | 2013年6月29日                             |
| 05月18日 | 大林宣彦（映画監督） × AKB48（高橋みなみ、渡辺麻友、松井珠理奈）                  |                                           |
| 05月25日 | 宮藤官九郎（脚本家・監督・俳優） × 葉加瀬太郎（バイオリニスト）                   | 2013年9月21日                             |
| 06月01日 | 妹島和世（建築家） × 名和晃平（美術家）                                           |                                           |
| 06月08日 | 佐藤琢磨（カーレーサー） × 青木定治（パティシエ）                                 | 2013年8月17日                             |
| 06月15日 | 熊川哲也（バレエダンサー） × 藤田晋（サイバーエージェント社長）                   |                                           |
| 07月06日 | 三浦雄一郎（冒険家・プロスキーヤー） × 加山雄三（俳優・歌手）                     |                                           |
| 07月20日 | 平野啓一郎（作家） × 野口健（アルピニスト）                                       | 2013年10月19日                            |
| 07月27日 | 福永祐一（騎手） × 渡辺明（棋士）                                                 | 2013年11月30日                            |
| 08月03日 | 宮崎駿（映画監督） × 半藤一利（作家）                                             |                                           |
| 08月10日 | 瀬戸内寂聴（作家） × EXILE ATSUSHI（歌手）                                        |                                           |
| 08月24日 | 高見沢俊彦（ミュージシャン・THE ALFEE） × 林英哲（和太鼓奏者）                    |                                           |
| 08月31日 | 総集編 達人の理由                                                                 |                                           |
| 09月07日 | 佐渡裕（指揮者） × 羽生善治（棋士）                                               |                                           |
| 09月14日 | 中村勘九郎（歌舞伎俳優） × ヤマザキマリ（漫画家 「テルマエ・ロマエ」）            | 2014年1月25日                             |
| 09月28日 | 菊地成孔（ジャズミュージシャン） × TAO（モデル）                                  |                                           |
| 10月05日 | 藤原竜也（俳優） × 長谷川穂積（プロボクサー）                                     |                                           |
| 10月12日 | 姜尚中（大学教授・作家） × 是枝裕和（映画監督）                                   | 2014年1月11日                             |
| 10月26日 | 宮本亜門（演出家） × 北川悠仁（ミュージシャン・ゆず） Part 1                      | 2014年2月15日                             |
| 11月02日 | 宮本亜門（演出家） × 北川悠仁（ミュージシャン・ゆず） Part 2                      | 2014年2月22日                             |
| 11月09日 | 國村隼（俳優） × 杉浦伝宗（建築家）                                               |                                           |
| 11月16日 | 中谷美紀（女優） × 天童荒太（作家）                                               |                                           |
| 11月23日 | 内田樹（思想家） × 観世清河寿（能楽師）                                           |                                           |
| 12月07日 | RUMIKO（メークアップアーティスト） × ニコライ・バーグマン（フラワーアーティスト） |                                           |
| 12月14日 | 林修（予備校講師） × 岩瀬大輔（ライフネット生命社長）                             | 2014年2月8日                              |

12月21日、12月28日は放送なし。
| 放送日            | 対談                                                                    | アンコール                      |
| ----------------- | ----------------------------------------------------------------------- | ------------------------------- |
| 01月04日          | 岡田准一（当時 V6） × 五嶋龍（バイオリニスト）                          |                                 |
| 01月18日          | 蜷川実花（写真家） × 渋谷慶一郎（作曲家）                               |                                 |
| 02月01日          | 三池崇史（映画監督） × 操上和美（写真家）                               |                                 |
| 03月01日          | 野村萬斎（狂言師） × 市川猿之助（歌舞伎俳優）                           |                                 |
| 03月08日          | 久石譲（作曲家） × 吉岡徳仁（デザイナー）                               |                                 |
| 03月22日          | コロッケ（ものまねタレント） × 山寺宏一（声優）                         | 2014年10月25日                  |
| 03月29日          | 総集編 達人に聞け！ ※ゲスト：林修・ふなっしー                           |                                 |
| 04月05日          | 浦沢直樹（漫画家） × 佐野元春（ミュージシャン）                         |                                 |
| 04月12日          | 所ジョージ × 高橋智隆（ロボットクリエーター）                           | 2014年5月31日                   |
| 04月19日          | 岡田武史（元サッカー日本代表監督） × 迫慶一郎（建築家）                 |                                 |
| 04月26日          | 石川さゆり（演歌歌手） × 千住博（日本画家）                             | 2014年7月12日                   |
| 05月03日          | 綾野剛（俳優） × 又吉直樹（お笑い芸人）                                 |                                 |
| 05月10日          | 夏木マリ（プレイヤー） × 澤穗希（プロサッカー選手）                     |                                 |
| 05月17日          | 上原ひろみ（ピアニスト） × 石塚真一（漫画家）                           | 2014年6月21日                   |
| 05月24日          | 佐野元春（ミュージシャン） × 浦沢直樹（漫画家）                         |                                 |
| 06月07日          | 哀川翔（俳優） × 武井壮（“百獣の王”）                                   | 2014年8月2日                    |
| 06月14日          | 前田敦子（元 AKB48） × 中田秀夫（映画監督）                             |                                 |
| 06月28日          | 竹内洋岳（プロ登山家） × 篠宮龍三（プロフリーダイバー）                 | 2014年8月9日                    |
| 07月05日          | 鳥嶋和彦（漫画編集者） × 加藤隆生（イベントクリエーター）               | 2014年9月20日                   |
| 07月19日          | 竹内智香（スノーボードアルペン選手) × 安藤桃子（映画監督）              |                                 |
| 07月26日          | TAKURO（ミュージシャン・GLAY） × マキタスポーツ（俳優・ミュージシャン） |                                 |
| 08月16日          | 総集編 達人たちのヒ・ミ・ツ ※ゲスト：ピース                             |                                 |
| 09月06日          | 楳図かずお（漫画家・映画監督） × 稲川淳二（怪談家）                     | 2016年8月4日 2025年3月7日・14日 |
| 09月13日          | 美輪明宏（歌手・俳優・演出家） × 中園ミホ（脚本家）                     |                                 |
| 09月27日          | 西村賢太（小説家） × 稲垣潤一（ボーカリスト）                           |                                 |
| 10月04日          | 北島三郎（演歌歌手） × 萩本欽一（コメディアン）                         |                                 |
| 10月11日          | 杏（女優・モデル） × 和田竜（作家）                                     | 2015年2月21日                   |
| 10月18日          | 和田アキ子（歌手） × 水樹奈々（声優・歌手）                             |                                 |
| 11月01日          | バカリズム（お笑い芸人） × 森山直太朗（歌手）                           | 2014年12月20日                  |
| 11月08日          | 木皿泉（脚本家） × 佐藤健（俳優）                                       | 2015年3月14日                   |
| 11月15日          | 阿川佐和子（作家・エッセイスト） × ふなっしー（ご当地キャラ）           | 2015年3月28日                   |
| 11月22日 11月29日 | 椎名林檎（音楽家） × 西加奈子（作家）                                   | 2015年2月7日                    |
| 12月06日          | 角幡唯介（探検家） × 塩沼亮潤（僧侶）                                   | 2015年3月21日                   |
| 12月13日          | 春風亭昇太（落語家） × 山崎貴（映画監督）                               |                                 |
| 12月27日          | 丸山敬太（デザイナー） × 栗山千明（女優）                               |                                 |

3月15日、8月23日、8月30日は放送なし。
| 01月03日 | 新春SP あの人に会いたい！ 若田光一（宇宙飛行士） × 平野啓一郎（作家） 吉田羊 × ニコライ・バーグマン（フラワーアーティスト） 六角精児 × 武井壮（“百獣の王”） |                |
| 01月10日 | 東出昌大（俳優） × 朝井リョウ（作家） |                |
| 01月17日 | 田村淳（タレント） × 猪子寿之（デジタルクリエーター） Part 1                                                                                                |                |
| 01月24日 | 田村淳（タレント） × 猪子寿之（デジタルクリエーター） Part 2                                                                                                |                |
| 01月31日 | 中井貴一（俳優） × 糸井重里（コピーライター） | 2015年8月29日  |
| 02月14日 | 井村雅代（シンクロ日本代表ヘッドコーチ） × 広上淳一（指揮者）                                                                                               | 2015年6月20日  |
| 02月28日 | 辰巳芳子（料理家） × 川瀬敏郎（華道家） | 2015年5月30日  |
| 03月07日 | 松井優征（漫画家） × 佐藤オオキ（デザイナー） | 2015年4月25日  |
| 04月04日 | 吉永小百合（女優） × 藤原道山（尺八演奏家） |                |
| 04月11日 | 吉田鋼太郎（俳優） × 宮川彬良（舞台音楽家） | 2015年5月16日  |
| 04月18日 | 水谷豊（俳優） × 小曽根真（ジャズピアニスト） |                |
| 05月02日 | 大泉洋（俳優） × 日野晃博（ゲームクリエーター） | 2015年8月8日   |
| 05月09日 | 一青窈（歌手） × やなぎみわ（美術作家） |                |
| 05月23日 | 鈴木京香（女優） × 小山登美夫（ギャラリスト） |                |
| 06月06日 | 桂由美（ブライダルファッションデザイナー） × IKKO（美容家）                                                                                                 | 2015年7月18日  |
| 06月13日 | 松岡修造（プロテニスプレイヤー） × 茂木健一郎（脳科学者）                                                                                                   |                |
| 06月27日 | 久本雅美（タレント） × JUJU（歌手） |                |
| 07月04日 | 森本千絵（アートディレクター） × 吉本ばなな（作家） |                |
| 07月11日 | 園子温（映画監督） × 永井豪（漫画家） |                |
| 07月25日 | さかなクン（東京海洋大学客員准教授） × 磯田道史（歴史学者）                                                                                                 | 2015年10月3日  |
| 08月15日 | 山極壽一（霊長類学者・京都大学総長） × 関野吉晴（探検家・医師）                                                                                             | 2015年11月21日 |
| 08月22日 | 二階堂ふみ（女優） × 菅井円加（バレエダンサー） | 2015年10月24日 |
| 09月05日 | 宮沢りえ（女優） × リリー・フランキー（マルチタレント） |                |
| 09月12日 | 田中泯（ダンサー） × 挾土秀平（左官） |                |
| 09月19日 | 田口トモロヲ（俳優・映画監督・ナレーター） × 松尾スズキ（作家・演出家・俳優）                                                                               |                |
| 09月26日 | 本木雅弘（俳優） × 真鍋大度（メディアアーティスト・プログラマー）                                                                                           | 2015年12月12日 |
| 10月10日 | 畠山重篤（カキ養殖家） × 宮崎学（動物写真家） |                |
| 10月17日 | 石黒浩（ロボット工学者） × 清水ミチコ（タレント） |                |
| 10月31日 | 中川翔子（タレント） × 江川悦子（特殊メイクアップアーティスト）                                                                                             |                |
| 11月7日  | 羽田圭介（芥川賞作家） × 若林正恭（お笑い芸人） |                |
| 11月14日 | 志村けん（コメディアン） × Perfume（アーティスト） | [ 13 ] [ 14 ]  |
| 11月28日 | オダギリジョー（俳優） × 舘鼻則孝（アーティスト） |                |
| 12月5日  | 井上道義（指揮者） × 須磨久善（心臓外科医） |                |
| 12月19日 | 唐沢寿明（俳優） × 中村頼永（武術家） |                |
| 12月26日 | 総集編 |                |

8月1日は放送なし。
| 01月03日 | 日野原重明（聖路加国際大学 名誉理事長）× 篠田桃紅（美術家）                | 2016年4月2日               |
| 01月16日 | 小山進（パティシエ）× 土田康彦（ベネチアンガラス作家）                     | 2016年4月30日              |
| 01月30日 | 厚切りジェイソン（お笑い芸人）× 金田一秀穂（日本語学者）                   | 2016年2月21日              |
| 02月20日 | 千原ジュニア（お笑い芸人）× 阪本順治（映画監督）                           |                            |
| 02月27日 | 鈴木亮平（俳優）× 神谷明（声優）                                           |                            |
| 03月12日 | サンドウィッチマン（お笑い芸人）× うえやまとち（漫画家）                   |                            |
| 03月19日 | 松田龍平（俳優）× PES（RIP SLYME）                                         |                            |
| 03月26日 | 上橋菜穂子（作家・文化人類学者）× 齊藤慶輔（獣医）                         | 2016年4月9日・2017年2月4日 |
| 04月09日 | 渡辺謙（俳優）× 山中伸弥（iPS細胞研究所所長）Part 1                        | 2016年7月14日              |
| 04月16日 | 渡辺謙（俳優）× 山中伸弥（iPS細胞研究所所長）Part 2                        | 2016年7月14日              |
| 04月23日 | 柚希礼音（俳優）× 上野水香（バレエダンサー）                               |                            |
| 05月07日 | 立川談春（落語家）× 古川周賢（僧侶）                                       | 2016年6月30日              |
| 05月14日 | 貴家悠（漫画原作者）× 高井研（海洋生物学者）                               | 2016年7月23日              |
| 05月28日 | 原泰久（漫画家）× シブサワ・コウ（ゲームデザイナー）                       |                            |
| 06月11日 | 藤山直美（喜劇役者）× 香川照之（俳優）                                     |                            |
| 06月18日 | 菅田将暉（俳優）× 板尾創路（芸人）                                         |                            |
| 07月02日 | 片桐はいり（俳優）× 甲野善紀（武道研究家）                                 |                            |
| 07月09日 | 増田セバスチャン（アートディレクター）× 平井堅（歌手）                     |                            |
| 07月16日 | 前田司郎（劇作家）× 五味弘文（お化け屋敷プロデューサー）                   |                            |
| 08月06日 | 杉良太郎（俳優）× 上山博康（脳神経外科医）                                 |                            |
| 08月13日 | 市村正親（俳優）× 立川志の輔（落語家）                                     |                            |
| 08月20日 | 松坂桃李（俳優）× 奥山由之（写真家・映像作家）                             |                            |
| 08月27日 | 佐々木蔵之介（俳優）× 藤原かんいち（旅行家）                               |                            |
| 09月03日 | さだまさし（シンガーソングライター・小説家）× 間渕則文（ドクターカー医師） |                            |
| 09月10日 | 新海誠（アニメーション監督）× 川上未映子（小説家・詩人）                   |                            |
| 09月24日 | 杉本博司（現代美術作家）× 田根剛（建築家）                                 |                            |
| 10月01日 | 水野良樹（ソングライター・いきものがかり）× 西川美和（映画監督）           |                            |
| 10月15日 | 枝元なほみ（料理研究家）× 高野秀行（ノンフィクション作家）                 |                            |
| 10月29日 | きゃりーぱみゅぱみゅ（アーティスト）× 山田孝之（俳優）                     |                            |
| 11月12日 | 星野佳路（リゾート運営会社代表）× 中川政七（生活雑貨メーカー社長）         |                            |
| 11月19日 | 村田沙耶香（作家）× Chara（シンガーソングライター）                        | 2017年1月7日               |
| 11月26日 | 村松亮太郎（アーティスト）× 枡野俊明（禅僧・庭園デザイナー）               |                            |
| 12月10日 | 井上芳雄（俳優）× 髙橋大輔（フィギュアスケーター）                         | 2017年2月25日              |
| 12月17日 | 松本隆（作詞家）× 船越雅代（料理家）                                       |                            |
| 12月24日 | 村田諒太（プロボクサー）× 萱野稔人（哲学者・津田塾大学教授）               |                            |

| 放送日   | 対談                                                                    | アンコール          |
| -------- | ----------------------------------------------------------------------- | ------------------- |
| 01月14日 | 室屋義秀（エアレースパイロット）× 中野信子（脳科学者）                  | 2017年5月20日       |
| 01月21日 | 行定勲（映画監督）× 宮本輝（作家）                                      | 2017年3月18日       |
| 01月28日 | 小日向文世（俳優）× 服部隆之（作曲家）                                  |                     |
| 02月11日 | 黒木瞳（女優）× 遊川和彦（映画監督）                                    |                     |
| 02月18日 | 中村獅童（歌舞伎俳優）× 三原康裕（ファッションデザイナー）              |                     |
| 03月04日 | 三浦大輔（野球解説者）× 稲垣栄洋（雑草研究者、静岡大学教授）            |                     |
| 03月11日 | 大友良英（音楽家）× 稲葉俊郎（医師、東大病院助教）                      |                     |
| 03月25日 | 清川あさみ（アーティスト）× 永山祐子（建築家）                          |                     |
| 04月08日 | 平岳大（俳優）× 杉山三郎（考古学者）                                    |                     |
| 04月15日 | 松岡正剛（編集工学者）× コムアイ（アーティスト）                        |                     |
| 04月22日 | 福島智（バリアフリー研究者、東京大学教授）× 柳澤桂子（生命科学者）      | 2017年9月16日       |
| 05月06日 | 中島美嘉（歌手）× 坂本眞一（漫画家）                                    | 2017年9月23日       |
| 05月13日 | 長塚圭史（劇作家・演出家・俳優）× 舟越桂（彫刻家）                      |                     |
| 06月03日 | 坂本龍一（音楽家）× 福岡伸一（生物学者）                                | 2023年8月18日・25日 |
| 06月10日 | 古坂大魔王（芸人）× 田原総一朗（ジャーナリスト）                        |                     |
| 06月17日 | 杉野希妃（女優・映画監督）× 石内都（写真家）                            | 2017年6月24日       |
| 07月01日 | 渡辺直美（お笑い芸人）× ムロツヨシ（喜劇役者）                          |                     |
| 07月08日 | 寺島しのぶ（女優）× 野村忠宏（柔道家）                                  |                     |
| 07月15日 | 満島ひかり（俳優）× 海部陽介（人類進化学者）                            | 2017年12月16日      |
| 08月05日 | 三浦大知（アーティスト）× 内村航平（プロ体操選手）                      |                     |
| 08月12日 | なかにし礼（作家）× 野村達雄（ゲームディレクター）                      |                     |
| 08月19日 | 種田陽平（美術監督）× MIKIKO（演出振付家）                              |                     |
| 09月02日 | 柄本佑（俳優）× 山本直樹（マンガ家）                                    |                     |
| 09月09日 | 米林宏昌（アニメーション映画監督）× 辻口博啓（パティシエ）              |                     |
| 10月07日 | 神田松之丞（講談師）× いとうせいこう（作家・クリエーター）              |                     |
| 10月14日 | 黒柳徹子（女優）× 井上八千代（京舞井上流五世家元）                      |                     |
| 10月21日 | 林要（ロボット開発事業会社代表）× 松本明慶（大佛師）                    |                     |
| 11月4日  | 松任谷由実（シンガーソングライター）× 坂東玉三郎（歌舞伎俳優）          |                     |
| 11月18日 | 古屋雄作（映像ディレクター）× 古田新太（俳優）                          |                     |
| 12月2日  | 石井竜也（アーティスト）× 柳澤寿男（指揮者）                            |                     |
| 12月9日  | 伊勢崎賢治（東京外国語大学大学院 平和構築学教授）× 菅原小春（ダンサー） |                     |
| 12月23日 | ヒャダイン（音楽クリエーター）× 片岡愛之助（歌舞伎俳優）                |                     |

| 放送日   | 対談                                                              | アンコール          |
| -------- | ----------------------------------------------------------------- | ------------------- |
| 01月13日 | 水原希子（モデル・女優）× 長島有里枝（写真家）                    |                     |
| 01月20日 | マツコ・デラックス（コラムニスト）× つんく♂（音楽プロデューサー） | 2025年1月24日・31日 |
| 02月17日 | 松本幸四郎（歌舞伎俳優）× 草間彌生（前衛芸術家）                  |                     |
| 03月03日 | 出口治明（大学学長）× ミムラ（女優・エッセイスト）                |                     |
| 03月17日 | 緒方恵美（声優・歌手）× 西野亮廣（芸人・絵本作家）                |                     |
| 03月24日 | 佐藤二朗（俳優）× メイガス（マジシャン）                          |                     |
| 04月07日 | 布袋寅泰（ギタリスト）× 木田真理子（ダンサー）                    |                     |
| 4月21日  | 藤井隆（お笑い芸人）× 高橋勝大（スタントマン）                    |                     |
| 5月 5日  | ナイツ（漫才師）× ハンバート ハンバート（ミュージシャン）         | 2020年5月9日        |
| 5月12日  | 山田洋次（映画監督）× 蒼井優（女優）                              |                     |
| 5月19日  | 竹本織太夫（文楽太夫）× 中川家礼二（漫才師）                      |                     |
| 6月 2日  | 早霧せいな（俳優）× 増田明美（スポーツ・ジャーナリスト）          |                     |
| 6月 9日  | 蝶野正洋（プロレスラー）× 大西順子（ジャズピアニスト）            |                     |
| 6月 23日 | フジコ・ヘミング（ピアニスト）× 田川啓二（ビーズ刺繍デザイナー）  |                     |
| 7月 7日  | 宇多丸（ラッパー）× 畑中章宏（民俗学者）                          |                     |
| 7月14日  | 市川猿之助（歌舞伎俳優）× 青柳貴史（製硯師）                      |                     |
| 7月21日  | フランソワ・オゾン（映画監督）× 池松壮亮（俳優）                  |                     |
| 8月11日  | 百田夏菜子（アイドル）× 原ゆたか（児童書作家）                    |                     |
| 9月1日   | 二宮和也（アイドル）× 落合陽一（筑波大学准教授兼学長補佐）        |                     |
| 9月15日  | 林家たい平（落語家）× 丹道夫（飲食チェーン店会長）                |                     |
| 9月22日  | 井浦新（俳優）× 服部文祥（登山家・作家）                          |                     |
| 10月13日 | 奈良岡朋子（俳優）× 勅使河原茜（草月流家元）                      |                     |
| 10月20日 | 堤幸彦（映画監督・演出家）× 川鰭市郎（産科医）                    |                     |
| 11月3日  | 大竹しのぶ（女優・歌手）× 太田光（芸人・タレント）                |                     |
| 11月10日 | 伊東豊雄（建築家）× 小松義夫（写真家）                            |                     |
| 11月17日 | 矢野顕子（ミュージシャン）× 油井亀美也（JAXA宇宙飛行士）          |                     |
| 12月1日  | 横尾忠則（美術家）× 瀬古利彦（元マラソン選手）                    |                     |
| 12月8日  | 岩下志麻（女優）× 下村一喜（写真家）                              |                     |
| 12月15日 | 矢部太郎（芸人）× 峯田和伸（歌手）                                |                     |
| 12月22日 | 柳楽優弥（俳優）× 藤田貴大（演劇作家）                            |                     |

| 放送日    | 対談                                                                                 | アンコール    |
| --------- | ------------------------------------------------------------------------------------ | ------------- |
| 01月5日   | 和田アキ子（歌手）× 平間至（写真家）                                                 |               |
| 01月19日  | 周防正行（映画監督）× 玉川奈々福（浪曲師）                                           |               |
| 02月2日   | 糸井重里（「ほぼ日刊イトイ新聞」主宰）× 芦田愛菜（女優）                             |               |
| 02月9日   | 三上博史（俳優）× 美内すずえ（漫画家）                                               |               |
| 02月16日  | 大野和士（指揮者）× 原田マハ（作家）                                                 |               |
| 03月23日  | ジャガー横田（女子プロレスラー・タレント）× 高橋孝雄（慶應義塾大学医学部小児科教授） |               |
| 04月6日   | パーヴォ・ヤルヴィ（N響首席指揮者）× かの香織（音楽家・蔵人）                        |               |
| 04月27日  | 諏訪部順一（声優・ナレーター）× 加藤直人（VR起業家）                                 |               |
| 05月11日  | 柳美里（劇作家・小説家）× 栗林慧（生物生態写真家）                                   |               |
| 06月1日   | 川村元気（映画プロデューサー・小説家）× 阿川佐和子（作家・エッセイスト）             |               |
| 06月8日   | 奥田民生（ミュージシャン）× リオ・コーエン（YouTube音楽部門総責任者）                |               |
| 06月15日  | 堤真一（俳優）× 重松清（作家）                                                       |               |
| 06月22日  | 山下洋輔（ジャズ・ピアニスト）× 養老孟司（解剖学者）                                 |               |
| 07月6日   | コウケンテツ（料理研究家）× 片桐仁（俳優・彫刻家）                                   |               |
| 07月13日  | ケラリーノ・サンドロヴィッチ（劇作家・演出家・音楽家）× 祖父江慎（ブックデザイナー） |               |
| 07月20日  | 舘野泉（ピアニスト）× 中村桂子（生命誌研究者）                                       |               |
| 07月27日  | 矢口史靖（映画監督）× 鉄拳（芸人）                                                   |               |
| 08月3日   | 土井善晴（料理研究家）× 原由美子（スタイリスト）                                     |               |
| 08月10日  | 山田ルイ53世（お笑い芸人・作家）× 今泉忠明（動物学者）                               |               |
| 08月17日  | 奥田瑛二（俳優・映画監督）× 相良育弥（茅葺き職人）                                   |               |
| 08月24日  | 山本寛斎（デザイナー・プロデューサー）× 坂東元（旭山動物園園長）                     |               |
| 09月14日  | ロバート・キャンベル（国文学研究資料館長）× 桑田卓郎（陶芸家）                       |               |
| 09月28日  | 東京スカパラダイスオーケストラ（ミュージシャン）× 永島健志（シェフ）                 | 2020年8月15日 |
| 010月5日  | ヨシダナギ（フォトグラファー）× 志茂田景樹（作家）                                   | 2020年7月4日  |
| 010月12日 | 沢則之（人形劇師）× 宮城聰（演出家）                                                 |               |
| 010月19日 | 三宅裕司（喜劇俳優）× レキシ（ミュージシャン）                                       |               |
| 010月26日 | 澤田秀雄（実業家）× 小林圭（オーナーシェフ）                                         |               |
| 011月2日  | 森山未來（俳優・ダンサー）× 菅野薫（広告クリエイター）                               |               |
| 011月23日 | 安達祐実（俳優）× 宇田陽子（フラワーアーティスト）                                   |               |
| 011月30日 | 椎名林檎（音楽家）× 小林賢太郎（劇作家・パフォーマー）                               |               |
| 012月7日  | ヨシタケシンスケ（絵本作家）× 梅佳代（写真家）                                       |               |
| 012月14日 | 尾上菊之助（歌舞伎俳優）× 小籔千豊（吉本新喜劇）                                     |               |
| 012月21日 | さいとう・たかを（劇画家）× 山中俊治（デザインエンジニア）                           |               |

| 放送日   | 対談                                                             | アンコール    |
| -------- | ---------------------------------------------------------------- | ------------- |
| 01月11日 | 松坂慶子（女優）× 秋吉敏子（ジャズピアニスト）                   |               |
| 02月1日  | 加藤登紀子（歌手）× 小林エリカ（作家・マンガ家）                 | 2020年8月22日 |
| 02月22日 | 鈴木おさむ（放送作家）× 中邑賢龍（教育実践家）                   |               |
| 03月14日 | 達人達「次の一歩へ 達人たちの“名言”」                            |               |
| 03月21日 | ブレイディみかこ（保育士・ライター）× 鴻上尚史（劇作家）         |               |
| 03月28日 | 田丸雅智（ショートショート作家）× しりあがり寿（漫画家）         |               |
| 04月11日 | 村木厚子（元厚生労働事務次官）× 今野敏（作家）                   |               |
| 04月25日 | 柳家喬太郎（落語家）× 伊藤亜紗（美学者）                         |               |
| 07月18日 | 元井秀治（鋳物師）× 川﨑晶平（現代日本刀作家）                   |               |
| 07月25日 | 髙樹のぶ子（小説家）× 草笛光子（女優）                           |               |
| 08月1日  | 前田裕二（動画配信会社社長）× 上田慎一郎（映画監督）             |               |
| 08月8日  | 望海風斗（宝塚歌劇団雪組）× 浅田真央（フィギュアスケート選手）   |               |
| 08月29日 | 畑正憲（動物研究家・小説家）× 五十嵐大介（漫画家）               |               |
| 09月5日  | 亀田誠治（音楽プロデューサー）× 中田崇志（パラアスリート伴走者） |               |
| 09月12日 | 藤原聡（ミュージシャン）× 古沢良太（脚本家）                     |               |
| 09月19日 | 宮本浩次（ロック歌手）× 挟土秀平（左官）                         |               |
| 10月10日 | アンミカ（ファッションモデル）× マンボウやしろ（脚本家）         |               |
| 10月24日 | 野口五郎（歌手）× 須藤玲子（テキスタイルデザイナー）             |               |
| 10月31日 | 河瀬直美（映画監督）× 小雪（女優）                               |               |
| 11月21日 | 佐野史郎（俳優） × 京極夏彦（小説家）                            |               |
| 11月28日 | 鈴木敏夫（映画プロデューサー） × 津野海太郎（評論家）            | 2021年10月9日 |
| 12月12日 | 柄本明（俳優） × 鮎川誠（ロックミュージシャン）                  | 2023年2月18日 |
| 12月19日 | 高橋一生（俳優） × 中村拓志（建築家）                            |               |
| 12月26日 | 高橋英樹（俳優） × 粟田純德（石垣づくり職人）                    |               |

| 放送日   | 対談                                                                  | アンコール                    |
| -------- | --------------------------------------------------------------------- | ----------------------------- |
| 1月9日   | 太田雄貴（日本フェンシング協会会長）× 谷昇（オーナーシェフ）          |                               |
| 1月16日  | コシノジュンコ（デザイナー） × 中野善壽（寺田倉庫元社長）             |                               |
| 1月23日  | 篠原ともえ（タレント） × 春風亭一之輔（落語家）                       |                               |
| 1月30日  | 篠崎史紀（バイオリニスト） × 菊野昌宏（独立時計師）                   |                               |
| 2月6日   | 影山ヒロノブ（シンガー） × 森雪之丞（作詞家）                         |                               |
| 2月20日  | 宮島達男（現代美術家） × 大川豊（大川興業総裁）                       |                               |
| 2月27日  | 竹中功（謝罪マスター） × 田畑栄一（校長）                             |                               |
| 3月6日   | 塚地武雅（芸人） × ハマ・オカモト（ベーシスト）                       |                               |
| 3月20日  | 川栄李奈（女優） × 片山正通（インテリアデザイナー）                   | 2022年1月8日                  |
| 3月27日  | 佐野元春（ミュージシャン） × 吉増剛造（詩人）                         |                               |
| 4月10日  | 千住博（日本画家） × 佐藤勝彦（宇宙物理学者）                         |                               |
| 4月17日  | 湊かなえ（小説家） × 佐野正幸（俳優）                                 |                               |
| 4月24日  | ヒロシ（お笑いタレント） × 櫻井敦司（ミュージシャン）                 | 2021年11月6日、2023年11月19日 |
| 5月8日   | 木村多江（女優） × 佐藤則武（塗師）                                   |                               |
| 5月22日  | 伍代夏子（演歌歌手） × 高砂淳二（写真家）                             |                               |
| 5月29日  | 中山秀征（タレント） × 赤井勝（フラワーアーティスト）                 |                               |
| 6月5日   | 辻本知彦（ダンサー・振付師） × 松浦美穂（美容師）                     | 2021年12月11日                |
| 6月19日  | 吉田都（新国立劇場バレエ団芸術監督） × 宇佐見りん（作家）             | 2022年1月29日                 |
| 6月26日  | 井原慶子（レーシングドライバー） × 村井純（計算機科学者）             |                               |
| 7月3日   | 安藤なつ（芸人） × 玉置妙憂（看護師・僧侶）                           |                               |
| 7月10日  | 清水崇（映画監督） × コウメ太夫（芸人）                               |                               |
| 8月14日  | 石川直樹（写真家） × 大竹伸朗（現代美術家）                           |                               |
| 8月21日  | 柴咲コウ（女優） × 斎藤幸平（経済思想家）                             |                               |
| 9月4日   | 大平貴之（プラネタリウム・クリエーター） × 川井郁子（バイオリニスト） |                               |
| 9月25日  | 尾上菊之丞（日本舞踊家） × 堀木エリ子（和紙作家）                     |                               |
| 10月2日  | 平原綾香（シンガーソングライター） × 栗原友（料理家）                 |                               |
| 10月16日 | 瀬崎祐介（鰹節職人） × 武田双雲（書道家）                             | 2022年2月5日                  |
| 10月30日 | 佐久間良子（女優） × 遠藤秀紀（東京大学総合研究博物館教授）           |                               |
| 11月20日 | 尾崎世界観（ミュージシャン） × カズレーザー（芸人）                   |                               |
| 11月27日 | 松重豊（俳優） × 植野広生（雑誌編集長）                               |                               |
| 12月4日  | 五箇公一（生態学者） × 壇蜜（タレント）                               |                               |
| 12月18日 | 北川悦吏子（脚本家） × Ayase（YOASOBIコンポーザー）                   |                               |
| 12月25日 | 青木崇高（俳優） × 田島征三（絵本作家）                               |                               |

| 放送日   | 対談                                                                       | アンコール    |
| -------- | -------------------------------------------------------------------------- | ------------- |
| 1月15日  | レスリー・キー（ファッションフォトグラファー） × YOSHIKI（ミュージシャン） | 2022年3月5日  |
| 1月22日  | 小島秀夫（ゲームクリエイター） × 野口聡一（宇宙飛行士）                    |               |
| 2月12日  | 中馬和彦（「バーチャル渋谷」プロデューサー） × 重松象平（建築家）          |               |
| 2月26日  | 真鍋昌平（漫画家） × 加藤諦三（心理学者）                                  |               |
| 3月12日  | 内田也哉子（文筆家） × 吉田克幸（カバンデザイナー）（Ep 1）                |               |
| 3月19日  | 内田也哉子（文筆家） × 吉田克幸（カバンデザイナー）（Ep 2）                |               |
| 3月26日  | 甲斐よしひろ（ミュージシャン） × 中井貴一（俳優）                          |               |
| 4月4日   | 橋本愛（俳優） × 田中泯（ダンサー）（Ep 1）                                |               |
| 4月11日  | 橋本愛（俳優） × 田中泯（ダンサー）（Ep 2）                                |               |
| 4月18日  | 平野啓一郎（小説家） × ryuchell（タレント）（Ep 1）                        |               |
| 4月25日  | 平野啓一郎（小説家） × ryuchell（タレント）（Ep 2）                        |               |
| 5月2日   | 斎藤工（俳優） × 小倉ヒラク（発酵デザイナー）（Ep 1）                      |               |
| 5月9日   | 斎藤工（俳優） × 小倉ヒラク（発酵デザイナー）（Ep 2）                      |               |
| 5月16日  | 水谷隼（タレント） × ROLAND（実業家）（Ep 1）                              |               |
| 5月23日  | 水谷隼（タレント） × ROLAND（実業家）（Ep 2）                              |               |
| 5月30日  | 藤森照信（建築家） × 森星（モデル）（Ep 1）                                |               |
| 6月6日   | 藤森照信（建築家） × 森星（モデル）（Ep 2）                                |               |
| 6月13日  | 亀梨和也（歌手・俳優） × わたせせいぞう（イラストレーター）（Ep 1）        | 2023年3月20日 |
| 6月20日  | 亀梨和也（歌手・俳優） × わたせせいぞう（イラストレーター）（Ep 2）        | 2023年3月27日 |
| 6月27日  | 西本智実（指揮者） × 佐治晴夫（理論物理学者）（Ep 1）                      |               |
| 7月4日   | 西本智実（指揮者） × 佐治晴夫（理論物理学者）（Ep 2）                      |               |
| 7月11日  | ホラン千秋 （タレント）× リュウジ（料理研究家）（Ep 1）                    |               |
| 7月18日  | ホラン千秋 （タレント）× リュウジ（料理研究家）（Ep 2）                    |               |
| 7月25日  | UA（歌手） × 中島岳志（政治学者）（Ep 1)                                   |               |
| 8月1日   | UA（歌手） × 中島岳志（政治学者）（Ep 2)                                   |               |
| 8月8日   | 三上丈晴（「ムー」編集長） × 渡部陽一（戦場カメラマン）（Ep 1)             |               |
| 8月15日  | 三上丈晴（「ムー」編集長） × 渡部陽一（戦場カメラマン）（Ep 2)             |               |
| 8月29日  | 片桐はいり（女優） × 中野潤（体験作家・暗闇ガイド）（Ep 1)                 |               |
| 9月5日   | 片桐はいり（女優） × 中野潤（体験作家・暗闇ガイド）（Ep 2)                 |               |
| 9月26日  | 近藤麻理恵（片づけコンサルタント） × 近藤春菜（お笑い芸人）（Ep 1)         |               |
| 10月3日  | 近藤麻理恵（片づけコンサルタント） × 近藤春菜（お笑い芸人）（Ep 2)         |               |
| 10月10日 | 高橋克典（俳優） × 佐藤祐輔（蔵元）（Ep 1)                                 |               |
| 10月17日 | 高橋克典（俳優） × 佐藤祐輔（蔵元）（Ep 2)                                 |               |
| 10月24日 | 松下洸平（俳優） × ジャルジャル（お笑いコンビ）（Ep 1)                     |               |
| 10月31日 | 松下洸平（俳優） × ジャルジャル（お笑いコンビ）（Ep 2)                     |               |
| 11月7日  | 養老孟司（解剖学者） × 太刀川英輔（工業デザイナー）（Ep 1)                 |               |
| 11月14日 | 養老孟司（解剖学者） × 太刀川英輔（工業デザイナー）（Ep 2)                 |               |
| 11月21日 | 佐藤健（俳優） × 奈良美智（美術家）（Ep 1)                                 |               |
| 11月28日 | 佐藤健（俳優） × 奈良美智（美術家）（Ep 2)                                 |               |
| 12月5日  | 木梨憲武（お笑い芸人） × 細川雄太（ファッションデザイナー）（Ep 1)         |               |
| 12月12日 | 木梨憲武（お笑い芸人） × 細川雄太（ファッションデザイナー）（Ep 2)         |               |
| 12月19日 | 高畑充希（女優） × 小田切ヒロ（ヘア&メイクアップアーティスト）（Ep 1)      |               |
| 12月26日 | 高畑充希（女優） × 小田切ヒロ（ヘア&メイクアップアーティスト）（Ep 2)      |               |

| 放送日   | 対談                                                                          | アンコール |
| -------- | ----------------------------------------------------------------------------- | ---------- |
| 1月9日   | 郷ひろみ（歌手） × 武豊（騎手）（Ep 1)                                        |            |
| 1月16日  | 郷ひろみ（歌手） × 武豊（騎手）（Ep 2)                                        |            |
| 1月23日  | 細野晴臣（音楽家） × 小林信彦（作家）（Ep 1)                                  |            |
| 1月30日  | 細野晴臣（音楽家） × 小林信彦（作家）（Ep 2)                                  |            |
| 2月6日   | 小倉智昭（キャスター） × アルボムッレ・スマナサーラ（僧侶）（Ep 1)            |            |
| 2月13日  | 小倉智昭（キャスター） × アルボムッレ・スマナサーラ（僧侶）（Ep 2）           |            |
| 2月20日  | 原辰徳（野球監督） × 尾上松也（歌舞伎役者）（Ep 1）                           |            |
| 2月27日  | 原辰徳（野球監督） × 尾上松也（歌舞伎役者）（Ep 2）                           |            |
| 3月6日   | LiLiCo（タレント） × 大草直子（スタイリスト・ファッションエディター）（Ep 1） |            |
| 3月13日  | LiLiCo（タレント） × 大草直子（スタイリスト・ファッションエディター）（Ep 2） |            |
| 4月7日   | 矢野顕子（シンガーソングライター） × MISIA（歌手）（Ep 1)                     |            |
| 4月14日  | 矢野顕子（シンガーソングライター） × MISIA（歌手）（Ep 2)                     |            |
| 4月21日  | 飯豊まりえ（俳優・モデル） × 有賀薫（スープ作家）（Ep 1)                      |            |
| 4月27日  | 飯豊まりえ（俳優・モデル） × 有賀薫（スープ作家）（Ep 2)                      |            |
| 5月5日   | 寺島しのぶ（女優） × アレックス・ラミレス（元プロ野球選手・監督）（Ep 1)      |            |
| 5月12日  | 寺島しのぶ（女優） × アレックス・ラミレス（元プロ野球選手・監督）（Ep 2)      |            |
| 5月19日  | ISSA（DA PUMPリーダー） × 斎藤司（トレンディエンジェル） (Ep 1）              |            |
| 5月26日  | ISSA（DA PUMPリーダー） × 斎藤司（トレンディエンジェル） (Ep 2）              |            |
| 6月2日   | SKY-HI（アーティスト） × 大迫傑（プロランナー） (Ep 1）                       |            |
| 6月9日   | SKY-HI（アーティスト） × 大迫傑（プロランナー） (Ep 2）                       |            |
| 6月16日  | 冨永愛（モデル） × 磯田道史（歴史学者） (Ep 1）                               |            |
| 6月23日  | 冨永愛（モデル） × 磯田道史（歴史学者） (Ep 2）                               |            |
| 7月14日  | きゃりーぱみゅぱみゅ（アーティスト） × 井上尚弥（プロボクサー） (Ep 1）       |            |
| 7月21日  | きゃりーぱみゅぱみゅ（アーティスト） × 井上尚弥（プロボクサー） (Ep 2）       |            |
| 7月28日  | 立川志の輔（落語家） × 飯塚悟志（東京03リーダー） (Ep 1）                     |            |
| 8月4日   | 立川志の輔（落語家） × 飯塚悟志（東京03リーダー） (Ep 2）                     |            |
| 9月1日   | 菅田将暉（俳優） × 林士平（漫画編集者）（Ep 1)                                |            |
| 9月8日   | 菅田将暉（俳優） × 林士平（漫画編集者）（Ep 2)                                |            |
| 9月15日  | 菅田将暉（俳優） × 林士平（漫画編集者）（Ep 3)                                |            |
| 9月22日  | テリー・ライリー（音楽家） × 久石譲（音楽家）（Ep 1)                          |            |
| 9月29日  | テリー・ライリー（音楽家） × 久石譲（音楽家）（Ep 2)                          |            |
| 10月6日  | 堂本光一（KinKi Kids） × 羽生結弦（フィギュアスケーター）（Ep 1)              |            |
| 10月13日 | 堂本光一（KinKi Kids） × 羽生結弦（フィギュアスケーター）（Ep 2)              |            |
| 10月20日 | 堂本光一（KinKi Kids） × 羽生結弦（フィギュアスケーター）（Ep 3)              |            |
| 10月27日 | 山里亮太（南海キャンディーズ） × 古舘伊知郎（アナウンサー） （Ep 1)           |            |
| 11月3日  | 山里亮太（南海キャンディーズ） × 古舘伊知郎（アナウンサー） （Ep 2)           |            |
| 11月10日 | 松尾スズキ（作家・演出家・俳優） × 生田絵梨花（俳優）（Ep 1)                  |            |
| 11月17日 | 松尾スズキ（作家・演出家・俳優） × 生田絵梨花（俳優）（Ep 2)                  |            |
| 11月24日 | 鈴木慶一（ムーンライダーズ）× 三浦透子（俳優）（Ep 1)                         |            |
| 12月1日  | 鈴木慶一（ムーンライダーズ）× 三浦透子（俳優）（Ep 2)                         |            |
| 12月8日  | 五郎丸歩（ラグビー元日本代表）× EXILE AKIRA（EXILE)（Ep 1)                    |            |
| 12月15日 | 五郎丸歩（ラグビー元日本代表）× EXILE AKIRA（EXILE)（Ep 2)                    |            |
| 12月22日 | ヤマザキマリ（漫画家） × ファビオ・ルイージ（NHK交響楽団首席指揮者）（Ep 1)   |            |
| 12月29日 | ヤマザキマリ（漫画家） × ファビオ・ルイージ（NHK交響楽団首席指揮者）（Ep 1)   |            |

| 放送日   | 対談                                                                    | アンコール |
| -------- | ----------------------------------------------------------------------- | ---------- |
| 1月5日   | 明石家さんま（お笑い芸人） × 森保一（サッカー日本代表監督）（Ep 1)      |            |
| 1月12日  | 明石家さんま（お笑い芸人） × 森保一（サッカー日本代表監督）（Ep 2)      |            |
| 1月19日  | 門脇麦（俳優） × 角幡唯介（探検家・作家）（Ep 1)                        |            |
| 1月26日  | 門脇麦（俳優） × 角幡唯介（探検家・作家）（Ep 2)                        |            |
| 2月2日   | 安田章大（歌手・俳優） × 清水研（脳腫瘍精神科医）（Ep 1)                |            |
| 2月9日   | 安田章大（歌手・俳優） × 清水研（脳腫瘍精神科医）（Ep 2)                |            |
| 2月16日  | 杉咲花（俳優） × 角銅真実（ミュージシャン） （Ep 1)                     |            |
| 2月23日  | 杉咲花（俳優） × 角銅真実（ミュージシャン） （Ep 2)                     |            |
| 3月15日  | peco（モデル・タレント） × 平野啓一郎（小説家） （Ep 1）                |            |
| 3月22日  | peco（モデル・タレント） × 平野啓一郎（小説家） （Ep 2）                |            |
| 4月5日   | 入江陵介（元競泳日本代表） × 大森元貴（Mrs. GREEN APPLE）（Ep 1）       |            |
| 4月12日  | 入江陵介（元競泳日本代表） × 大森元貴（Mrs. GREEN APPLE）（Ep 2）       |            |
| 5月3日   | のん（俳優） × 百田夏菜子（ももいろクローバーZ）（Ep 1）                |            |
| 5月10日  | のん（俳優） × 百田夏菜子（ももいろクローバーZ）（Ep 2）                |            |
| 6月14日  | 上白石萌音（俳優・歌手） × 川原繁人（言語学者）（Ep 1）                 |            |
| 6月21日  | 上白石萌音（俳優・歌手） × 川原繁人（言語学者）（Ep 2）                 |            |
| 6月28日  | 津田健次郎（声優） × 常田大希（King Gnu）（Ep 1）                       |            |
| 7月5日   | 津田健次郎（声優） × 常田大希（King Gnu）（Ep 2）                       |            |
| 8月16日  | ゆりやんレトリィバァ（お笑い芸人） × 西剛志（脳科学者）（Ep 1）         |            |
| 8月23日  | ゆりやんレトリィバァ（お笑い芸人） × 西剛志（脳科学者）（Ep 2）         |            |
| 9月27日  | 北野武（映画監督） × 村山斉（物理学者）（Ep 1）                         |            |
| 10月4日  | 北野武（映画監督） × 村山斉（物理学者）（Ep 2）                         |            |
| 10月25日 | 磯村勇斗（俳優） × フジサキタクマ（モールアーティスト）（Ep 1）         |            |
| 11月1日  | 磯村勇斗（俳優） × フジサキタクマ（モールアーティスト）（Ep 2）         |            |
| 12月6日  | バカリズム（お笑い芸人・脚本家） × 堀井雄二（ゲームデザイナー）（Ep 1） |            |
| 12月13日 | バカリズム（お笑い芸人・脚本家） × 堀井雄二（ゲームデザイナー）（Ep 2） |            |

| 放送日  | 対談                                                     | アンコール |
| ------- | -------------------------------------------------------- | ---------- |
| 1月10日 | 河合優実（俳優） × MIKIKO（演出振付家）（Ep 1）          |            |
| 1月17日 | 河合優実（俳優） × MIKIKO（演出振付家）（Ep 2）          |            |
| 3月21日 | 本田聖嗣（ピアニスト） × 中川家 礼二（中川家）（Ep 1）   |            |
| 3月28日 | 本田聖嗣（ピアニスト） × 中川家 礼二（中川家）（Ep 2）   |            |
| 4月4日  | 坂元裕二（脚本家） × 新海誠（アニメーション監督）（Ep 1) |            |
| 4月11日 | 坂元裕二（脚本家） × 新海誠（アニメーション監督）（Ep 2) |            |
| 4月18日 | 浅野忠信（俳優） × 山田五郎（評論家）（Ep 1)             |            |
| 4月25日 | 浅野忠信（俳優） × 山田五郎（評論家）（Ep 2)             |            |
| 5月2日  | 角野隼斗（ピアニスト） × 山下真由子（数学者）（Ep 1)     |            |
| 5月9日  | 角野隼斗（ピアニスト） × 山下真由子（数学者）（Ep 2)     |            |

## テーマ曲
椎名林檎「孤独のあかつき」（作詞：渡辺あや、作曲・編曲：椎名林檎）

## ナレーション
- 市川実日子（2024年3月29日 - ）
- 古田新太（2024年4月5日 - ）

### 過去
- 吉田羊（2013年4月6日 - 2019年3月23日）
- 六角精児（2013年4月6日 - 2022年3月26日）
- 平岩紙（2019年4月6日 - 2022年3月26日）
- 満島ひかり（2022年4月4日 - 2024年3月22日）
- 岡田将生（2022年4月4日 - 2024年3月22日）

## パイロット版
2013年1月3日 22時から22時59分まで、NHK Eテレでパイロット版『SWITCHインタビュー 達人達「サッカーとマンガのあいだ〜佐々木則夫×佐渡島庸平」』が放映された。この中で、サッカー日本女子代表監督・佐々木則夫とマンガ編集者・佐渡島庸平が互いの仕事について語り合った。

## 書籍
放映分のうち、いくつかが書籍化されている。
ぴあ分
- アントニオ猪木×天野篤（2014年2月28日）
- 小山薫堂×佐藤可士和（2014年2月28日）
- 宮藤官九郎×葉加瀬太郎（2014年3月26日）
- 瀬戸内寂聴×EXILE ATSUSHI（2014年3月26日）
- 林修×岩瀬大輔（2014年5月29日）
- 是枝裕和×姜尚中（2014年6月30日）
- 宮本亜門×北川悠仁（2014年6月30日）

集英社新書分
- 松井優征×佐藤オオキ（2015年3月7日）※対談が追加されている